# Karlo I. od Croÿa
Karlo I. od Croÿa (fr. Charles Ier de Croÿ; 1455. – 1527.) bio je grof i knez Chimaya iz Dinastije Croÿ. Njegovi su roditelji bili grof Filip I. od Croÿa i Chimaya i njegova supruga, gospa Walpurga te je oca i naslijedio na mjestu grofa.

## Život
Godine 1479., Karla je car Maksimiljan I. učinio vitezom. Poslije, 1486., car je Karla učinio knezom. 
Karlo od Croÿa je bio krsni kum cara Karla V.

### Brak
Supruga kneza Karla bila je vikontesa Limogesa Louise, koja mu je rodila osmero djece:
- Karlo
- Françoise
- Filip
- Ana
- Engilbert
- Ivan
- Izabela
- Margareta od Croÿa, gospa Wavrina, Escaussinesa, Marponta i Berbièresa

Karlo je oženio Louise 9. prosinca 1495.